# 柏青 (政治人物)
柏青（1919年7月—2010年4月18日），女，安徽全椒人，中华人民共和国政治人物，曾任黑龙江省妇女联合会主任，黑龙江省民政局局长，黑龙江省人大常委会副主任，第五届全国政协委员。